# 丹尼尔·阿尔弗雷德松
丹尼尔·阿尔弗雷德松（瑞典語：Daniel Alfredsson，1972年12月11日—），瑞典男子冰球运动员。他曾代表瑞典参加1998年、2002年、2006年、2010年和2014年冬季奥林匹克运动会冰球比赛，获得一枚金牌和一枚银牌。